# Мегреладзе, Георгий Мерабович
Гео́ргий Мера́бович Мегрела́дзе (груз. გიორგი მერაბის ძე მეგრელაძე; род. 21 июля 1978, Кутаиси) — грузинский футболист, нападающий. Сын грузинского форварда конца 70-х начала 90-х прошлого столетия Мераба Мегреладзе.

## Карьера
Воспитанник кутаисского футбола. Выступал на позиции нападающего.
За свою карьеру игрока выступал в разных грузинских клубах — «Самгурали», «Мерцхали», «Олимпи», «Боржоми», а также в двух самых титулованных командах — тбилисском «Динамо» и «Торпедо» из Кутаиси. За кутаисское «Торпедо» забил 87 мячей в 184 матчах чемпионата Грузии. С автозаводцами из Кутаиси становился обладателем Кубка и неоднократным призёром чемпионатов Грузии.
Выступал также в греческих клубах ИЛТЕКС и «Патраикос», а также в азербайджанском «Баку» и казахстанском «Жетысу». В послужном списке Георгия есть также российский клуб «Нефтехимик» из Нижнекамска и «Шуртан» из Узбекистана.
Георгий является автором самого первого гола Лиги Европы УЕФА: на 10-й минуте он открыл счёт в матче первого квалификационного раунда против клуба «Б36 Торсхавн», а затем забил ещё и на 88-й минуте, принеся победу со счётом 2:0.

### Семья
Карьеру футболиста завершил вскоре после смерти своего отца, известного грузинского нападающего Мераба Мегреладзе. Затем работал помощником главного тренера кутаисского «Торпедо». Сын Мераб Мегреладзе, также профессиональный футболист. Играет в нападении.

## Достижения
- Чемпион Грузии: 2000
- Обладатель Кубка Грузии: 1999
- Серебряный призёр чемпионата Грузии (2): 1999, 2005
- Бронзовый призёр чемпионата Грузии (3): 2006, 2009, 2012
- Бронзовый призёр чемпионата Азербайджана: 2007
- Финалист Кубка Грузии: 2009[5]